# Yvan Muller
Yvan Muller, född 16 augusti 1969 i Altkirch, är en fransk racerförare. Muller har blivit mästare i World Touring Car Championship tre gånger; 2008, 2010 och 2011.

## Racingkarriär
Muller debuterade i British Touring Car Championship 1998. Han vann mästerskapet säsongen 2003 och kom på andra plats fyra säsonger. 

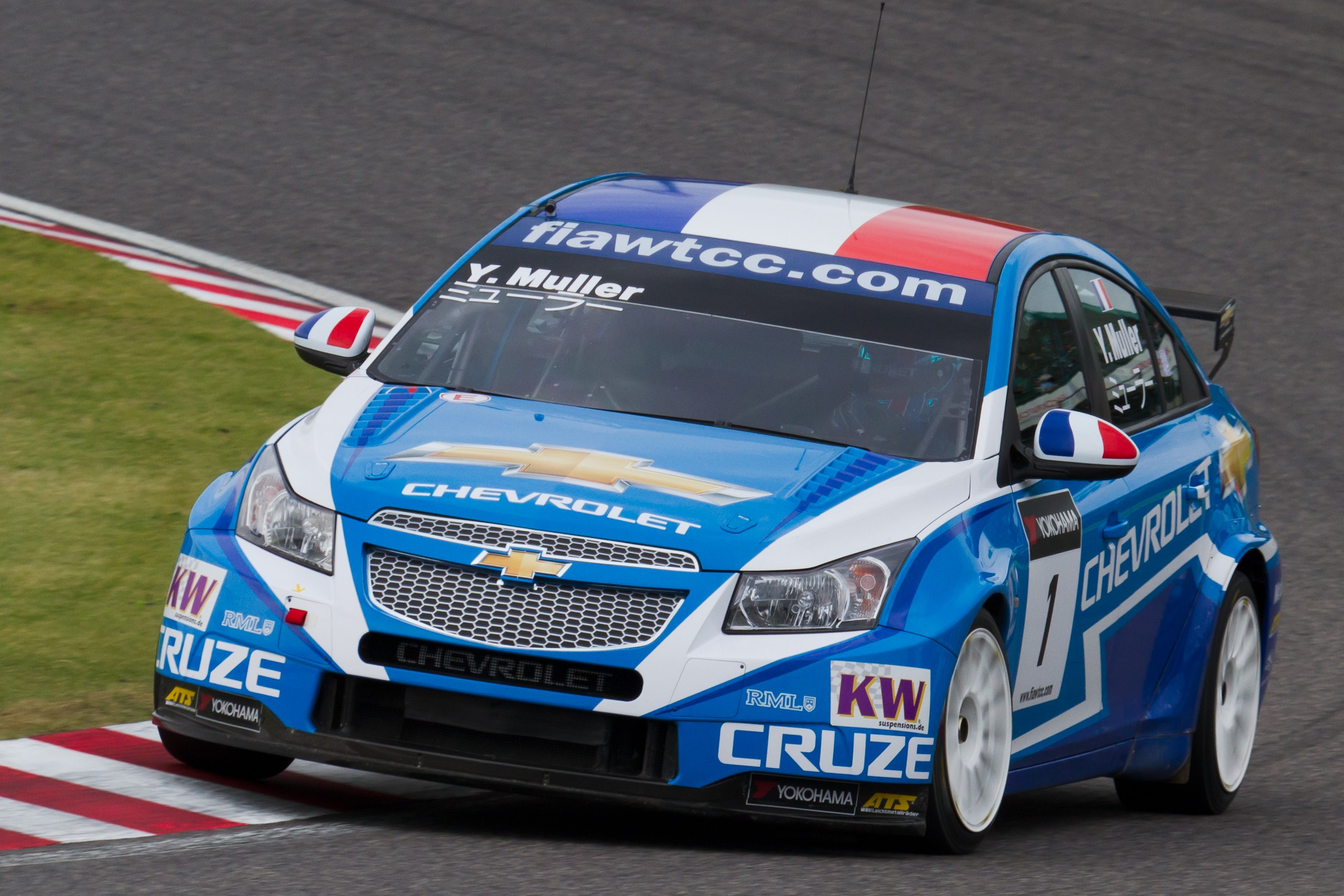
Yvan Muller under FIA WTCC Race of Japan på Suzuka International Racing Course 2011.

År 2006 tävlade han i World Touring Car Championship för SEAT Sport tillsammans med bland annat Rickard Rydell. Han inledde säsongen starkt genom att komma två i båda racen i FIA WTCC Race of Italy på Autodromo Nazionale Monza.
Säsongen 2008 inledde han också starkt genom att vinna första racet i Brasilien och vann till slut hela mästerskapet.
År 2010 flyttade han över till Chevrolet, då Nicola Larini slutat och SEAT Sport dragit sig ut ur WTCC. Muller gjorde en mycket jämn säsong och slutade på pallen i fjorton av säsongens 22 race och bröt endast ett. Efter FIA WTCC Race of Japan på Okayama International Circuit ledde han mästerskapet, med endast FIA WTCC Race of Macau på Macaus gator kvar att köra. Den enda som kunde ta titeln från honom var Andy Priaulx i BMW Team RBM:s BMW 320si. Det blev dock inte så, eftersom Priaulx och hans teamkamrat, Augusto Farfus, fick sina resultat från Japan strukna, efter långa diskussioner om BMW:s nya sekventiella växellådor skulle tillåtas. Efter att Chevrolet lagt en protest mot dem, blev de diskvalificerade och ingen kunde längre hota Yvan Muller om mästerskapet och hans andra titel var säkrad.
Muller fortsatte i Chevrolet 2011 och hade genom hela säsongen en tuff kamp mot sin teamkamrat Robert Huff om titeln. Under den första delen av säsongen var Huff den starkare av de två, men Muller kom igen på sluttampen. När WTCC kom till sin sista tävlingshelg hade fransmannen en ledning på tjugo poäng, men i kraft av två segrar för Huff vann Muller mästerskapet med bara tre poängs marginal. Chevrolet hade redan tidigare under säsongen förlängt alla sina tre förares kontrakt för säsongen 2012.